# بطولة تونس لألعاب القوى 2003
بطولة تونس لألعاب القوى 2003 هو الدورة 48 من بطولة تونس لألعاب القوى.

فاز بهذا الموسم النادي الرياضي للحرس الوطني.

## روابط خارجية
- الموقع الرسمي للجامعة التونسية لألعاب القوى.